# Fuji-Cup
Der Fuji-Cup war ein von 1986 bis 1996 in der Sommerpause unmittelbar vor Saisonbeginn der Fußball-Bundesliga in kleineren Städten der „Fußball-Provinz“ stattfindendes, inoffizielles Vorbereitungsturnier (1986 als Casio-Cup ausgespielt). An dem Wettbewerb, der aus zwei Halbfinalspielen, gefolgt von einem Spiel um Platz 3 und einem Finale bestand, nahmen in der Regel Spitzenmannschaften der vorhergehenden Bundesligasaison teil.
Ebenfalls vor Beginn der neuen Bundesligasaison wurde der offizielle DFB-Supercup zwischen dem Deutschen Meister und dem DFB-Pokalsieger der Vorsaison ausgetragen. Da der Fuji-Cup im Laufe der Zeit in eine Dimension vorstieß, die der offizielle Supercup des DFB noch nicht erreicht hatte, wurde vom DFB zunächst eine Klausel eingeführt, die festlegte, dass Pokalsieger und Meister nicht gleichzeitig zum Fuji-Cup-Turnier eingeladen werden, um so ein vorzeitiges Supercupspiel zu vermeiden.
Zur Saison 1997 wurden die beiden Wettbewerbe schließlich durch den neu geschaffenen und offiziellen DFB-Ligapokal ersetzt, der bis 2007 ausgetragen wurde. Als ein ähnliches Turnier wird seit 2009 der ebenfalls inoffizielle Telekom Cup (2009 als T-Home-Cup, 2010–2012 als LIGA total!-Cup) ausgetragen.
Rekordsieger ist mit insgesamt fünf Siegen im Casio-Cup beziehungsweise Fuji-Cup der FC Bayern München.

## Namensgeber
Die Turniere wurden von damals großen und bekannten Herstellern von Technik aus Japan unterstützt, und zwar von (einmalig) Casio und Fuji.

## Die Turniere im Überblick
| Jahr, Finalort                | Platzierungen       | Platzierungen        | Platzierungen        | Platzierungen        | Spielpaarungen |
| Jahr, Finalort                | Sieger              | 2. Platz             | 3. Platz             | 4. Platz             | Spielpaarungen |
| ----------------------------- | ------------------- | -------------------- | -------------------- | -------------------- | --- |
| 1986 (Casio-Cup) (M’gladbach) | FC Bayern München   | Werder Bremen        | Borussia M’gladbach  | Hamburger SV         | HF: Borussia M’gladbach – FC Bayern München 2:5 HF: Werder – Hamburger SV 4:0 P3: Borussia M’gladbach – HSV 2:0 F: 0Werder Bremen – FC Bayern München 2:2 (3:4 i. E.)                                                            |
| 1987 (Kaiserslautern)         | FC Bayern München   | Hamburger SV         | 1. FC Köln           | 1. FC Kaiserslautern | HF: 1. FC Köln – FC Bayern München 1:2 HF: 1. FC Kaiserslautern – Hamburger SV 2:3 P3: 1. FC Köln – 1. FC Kaiserslautern 3:1 F: 0FC Bayern München – Hamburger SV 5:1                                                            |
| 1988 (Augsburg)               | FC Bayern München   | Borussia M’gladbach  | 1. FC Nürnberg       | Werder Bremen        | HF: 1. FC Nürnberg – FC Bayern München 0:2 HF: Borussia M’gladbach – Werder Bremen 2:2 (5:4 i. E.) P3: 1. FC Nürnberg – Werder Bremen 1:1 (4:2 i. E.) F: 0FC Bayern München – Borussia M’gladbach 3:0                            |
| 1989 (Würzburg)               | VfB Stuttgart       | Werder Bremen        | FC Bayern München    | 1. FC Köln           | HF: VfB Stuttgart – FC Bayern München 1:1 (4:3 i. E.) HF: 1. FC Köln – Werder Bremen 1:3 P3: FC Bayern München – 1. FC Köln 2:0 F: 0VfB Stuttgart – Werder Bremen 1:1 (5:3 i. E.)                                                |
| 1990 (Lüdenscheid)            | Werder Bremen       | Borussia Dortmund    | FC Bayern München    | 1. FC Köln           | HF: Borussia Dortmund – FC Bayern München 0:0 (6:4 i. E.) in Herne, Stadion am Schloss Strünkede HF: Werder Bremen – 1. FC Köln 2:0 P3: FC Bayern München – 1. FC Köln 4:1 F: 0Werder Bremen – Borussia Dortmund 0:0 (6:5 i. E.) |
| 1991 (Passau)                 | Borussia Dortmund   | Werder Bremen        | FC Bayern München    | 1. FC Kaiserslautern | HF: Borussia Dortmund – FC Bayern München 2:0 HF: 1. FC Kaiserslautern – Werder Bremen 1:2 P3: FC Bayern München – 1. FC Kaiserslautern 2:2 (5:3 i. E.) F: 0Borussia Dortmund – Werder Bremen 4:1                                |
| 1992 (Trier)                  | Eintracht Frankfurt | 1. FC Kaiserslautern | Borussia Dortmund    | VfB Stuttgart        | HF: 1. FC Kaiserslautern – Borussia Dortmund 1:1 (5:4 i. E.) HF: Eintracht Frankfurt – VfB Stuttgart 2:0 P3: Borussia Dortmund – VfB Stuttgart 2:0 F: 0Eintracht Frankfurt – 1. FC Kaiserslautern 1:1 (5:3 i. E.)                |
| 1993 (Koblenz)                | Borussia Dortmund   | FC Bayern München    | Werder Bremen        | Eintracht Frankfurt  | HF: Borussia Dortmund – Eintracht Frankfurt 0:0 (5:4 i. E.) HF: FC Bayern – Werder Bremen 2:1 P3: Werder Bremen – Eintracht Frankfurt 3:1 F: 0Borussia Dortmund – FC Bayern München 3:2                                          |
| 1994 (Koblenz)                | FC Bayern München   | Eintracht Frankfurt  | Borussia Dortmund    | VfB Stuttgart        | HF: Eintracht Frankfurt – Borussia Dortmund 1:0 HF: FC Bayern München – VfB Stuttgart 1:0 P3: Borussia Dortmund – VfB Stuttgart 1:1 (5:3 i. E.) F: 0FC Bayern München – Eintracht Frankfurt 0:0 (5:4 i. E.)                      |
| 1995 (Koblenz)                | FC Bayern München   | Borussia Dortmund    | 1. FC Kaiserslautern | Werder Bremen        | HF: Borussia Dortmund – 1. FC Kaiserslautern 3:0 HF: FC Bayern München – Werder Bremen 1:1 (7:6 i. E.) P3: 1. FC Kaiserslautern – Werder Bremen 2:1 F: 0FC Bayern München – Borussia Dortmund 3:2                                |
| 1996 (Koblenz)                | FC Schalke 04       | FC Bayern München    | Borussia M’gladbach  | Borussia Dortmund    | HF: FC Schalke 04 – Borussia Dortmund 3:1 HF: FC Bayern München – Borussia M’gladbach 4:0 P3: Borussia M’gladbach – Borussia Dortmund 1:0 F: 0FC Schalke 04 – FC Bayern München 2:2 (4:3 i. E.)                                  |

## Rangliste
| Rang | Verein                   | Teilnahmen | Titel | Sieger                       | 2. Platz         | 3. Platz         | 4. Platz   |
| ---- | ------------------------ | ---------- | ----- | ---------------------------- | ---------------- | ---------------- | ---------- |
| 1    | FC Bayern München        | 10         | 5     | 1986, 1987, 1988, 1994, 1995 | 1993, 1996       | 1989, 1990, 1991 |            |
| 2    | Borussia Dortmund        | 7          | 2     | 1991, 1993                   | 1990, 1995       | 1992, 1994       | 1996       |
| 3    | Werder Bremen            | 7          | 1     | 1990                         | 1986, 1989, 1991 | 1993             | 1988, 1995 |
| 4    | Eintracht Frankfurt      | 3          | 1     | 1992                         | 1994             |                  | 1993       |
| 5    | VfB Stuttgart            | 3          | 1     | 1989                         |                  |                  | 1992, 1994 |
| 6    | FC Schalke 04            | 1          | 1     | 1996                         |                  |                  |            |
| 7    | Borussia Mönchengladbach | 3          |       |                              | 1988             | 1986, 1996       |            |
| 8    | 1. FC Kaiserslautern     | 4          |       |                              | 1992             | 1995             | 1987, 1991 |
| 9    | Hamburger SV             | 2          |       |                              | 1987             |                  | 1986       |
| 10   | 1. FC Köln               | 3          |       |                              |                  | 1987             | 1989, 1990 |
| 11   | 1. FC Nürnberg           | 1          |       |                              |                  | 1988             |            |